# ウィリアム・コグスウェル・ホイットニー
ウィリアム・コグスウェル・ホイットニー（William Cogswell Whitney、1825年1月25日 ‐ 1882年8月29日）は、明治時代にお雇い外国人として来日したアメリカ合衆国の教育家である。

## 経歴・人物
ニュージャージー州ジョージタウンの生まれ。イェール大学卒業後、ニューアークで連鎖商業学校（Chain of Commercial Colleges）であったブライアント&ストラットン商業学校（Bryant, Stratton & Whitney Business College、現在のブライアント&ストラットン大学）を経営するも、順調にはいかなかった。
1875年（明治8年）、当時駐米大使であった森有礼と商業学校の学生であった富田鉄之助の斡旋で妻や子供らと共に来日し、商法講習所（現在の一橋大学）で、ニューアークでの門下生だった高木貞作助教と簿記の教鞭を執った。商法講習所での門下生に成瀬隆蔵や森島修太郎がいる。
しかし、翌年講習所が東京府に移管した際に初代所長であった矢野二郎と確執が生じたため、1878年（明治11年）6月に退任させられるなど、不遇が続いた。その間、親交のあった勝海舟の邸宅内にホイットニー・バイブル塾を開設し、勝家の人々を始め、チャニング・ウィリアムズ（立教大学創設者、日本聖公会初代主教）、クレメント T. ブランシェ（立教女学校校長）、ボアソナード（フランス法学者）らと親交を深めた。バイブル塾を通じて娘のクララは石井筆子（滝乃川学園第2代学園長、静修女学校校長）、ボアソナードの娘・ルイーズと交遊した。また、クララは後に留学から帰国する津田梅子、山川捨松ともバイブル塾で懇意になっている。
その後、津田仙がホイットニーのために設立した銀座簿記夜学校で門下生の高木貞作とともに再び簿記の教鞭を執り、長男ウィリス・ホイットニーの留学により一旦帰国した。再来日を果たして向かう途中、ロンドンで急逝した。
娘のクララは勝海舟の三男（庶子）の梶梅太郎と結婚し、6人の子を産んだが、海舟が没すると夫を捨てて子供ともに帰国した。
実弟のジョージ・ヘンリー・ホイットニーは、ニューアーク・メソジスト聖公会が1867年に設立したCentenary Collegiate Institute（現en:Centenary University）の初代校長（1869-1895）。
言語学者のウィリアム・ドワイト・ホイットニー、地理学者のen:Josiah Whitneyは従兄弟。先祖に発明家のイーライ・ホイットニーがいる。